# ستيف جونز (لاعب كرة قاعدة)
ستيف جونز (بالإنجليزية: Steve Jones)‏ هو لاعب كرة قاعدة أمريكي، ولد في 22 أبريل 1941 في هونتينغتون بارك في الولايات المتحدة.

## وصلات خارجية
- ستيف جونز على موقع دوري كرة القاعدة الرئيسي (الإنجليزية)
- ستيف جونز على موقعبيزبول رفرنس.كوم (الدوري الرئيسي) (الإنجليزية)
- ستيف جونز على موقعبيزبول رفرنس.كوم (الدوري الثانوي) (الإنجليزية)